# UFC 320
UFC 320: Ankalaev vs. Pereira 2 — планируемый турнир по смешанным единоборствам, организованный Ultimate Fighting Championship, который должен состояться 4 октября 2025 года и на спортивной арене «T-Mobile Arena» в городе Лас-Вегас, штат Невада, США.

## Подготовка турнира

### Главные события турнира
В качестве заглавного события турнира запланирован бой-реванш за титул чемпиона UFC в полутяжёлом весе, в котором встретятся действующий чемпион россиянин Магомед Анкалаев и бывший чемпион UFC в полутяжёлом и среднем весах бразилец Алекс Перейра (#1 в рейтинге). Этот поединок станет для Анкалаева первой защитой титула после того, как в марте этого года на турнире UFC 313 он победил Перейру единогласным решением и забрал у него чемпионский титул.
В соглавном событии в титульном противостоянии встретятся действующий чемпион UFC в легчайшем весе грузин Мераб Двалишвили и бывший претендент на титул временного чемпиона UFC в легчайшем весе американец Кори Сэндхэген (#4 в рейтинге).

### Анонсированные бои
| Бой | Весовая категория     | Участники боёв и их статистика перед боем (рекорд ММА / рекорд UFC) | Участники боёв и их статистика перед боем (рекорд ММА / рекорд UFC) | Участники боёв и их статистика перед боем (рекорд ММА / рекорд UFC) | Участники боёв и их статистика перед боем (рекорд ММА / рекорд UFC) | Участники боёв и их статистика перед боем (рекорд ММА / рекорд UFC) | Участники боёв и их статистика перед боем (рекорд ММА / рекорд UFC) | Участники боёв и их статистика перед боем (рекорд ММА / рекорд UFC) | Участники боёв и их статистика перед боем (рекорд ММА / рекорд UFC) | Участники боёв и их статистика перед боем (рекорд ММА / рекорд UFC) | Участники боёв и их статистика перед боем (рекорд ММА / рекорд UFC) | Участники боёв и их статистика перед боем (рекорд ММА / рекорд UFC) | Участники боёв и их статистика перед боем (рекорд ММА / рекорд UFC) |
| |                       | Главный кард (Main Card, PPV)                                       |                                                                     |                                                                     |                                                                     |                                                                     |                                                                     |                                                                     |                                                                     |                                                                     |                                                                     |                                                                     |                                                                     |
| 1 | Полутяжёлый вес       | Магомед Анкалаев Magomed Ankalaev                                   | Ч                                                                   | 21-1-1 (1)                                                          | 12-1-1 (1)                                                          | +3                                                                  | vs.                                                                 | Алекс Перейра Alex «Poatan» Pereira                                 | #1 ехЧ                                                              | 12-3                                                                | 9-2                                                                 | -1                                                                  | [ 2 ]                                                               |
| 2 | Легчайший вес         | Мераб Двалишвили Merab «The Machine» Dvalishvili                    | Ч                                                                   | 20-4                                                                | 13-2                                                                | +13                                                                 | vs.                                                                 | Кори Сэндхэген Cory «Sandman» Sandhagen                             | #4 (2)                                                              | 18-5                                                                | 11-4                                                                | +1                                                                  | [ 3 ]                                                               |
| 3 | Полутяжёлый вес       | Иржи Прохазка Jiří «BJP» Procházka                                  | #2 exЧ                                                              | 31-5-1                                                              | 5-2                                                                 | +1                                                                  | vs.                                                                 | Халил Раунтри Khalil «The War Horse» Rountree                       | #4 exП, TUF                                                         | 15-6 (1)                                                            | 10-6 (1)                                                            | +1                                                                  | [ 4 ]                                                               |
| 4 | Средний вес           | Абусупьян Магомедов Abus Magomedov                                  | #14                                                                 | 28-6-1                                                              | 4-2                                                                 | +3                                                                  | vs.                                                                 | Джо Пайфер Joe «Bodybagz» Pyfer                                     | CS                                                                  | 14-3                                                                | 5-1                                                                 | +2                                                                  | [ 5 ]                                                               |
| 5 | Средний вес           | Атеба Готье Ateba «The Silent Assassin» Gautier                     | CS                                                                  | 8-1                                                                 | 2-0                                                                 | +7                                                                  | vs.                                                                 | Оззи Диас Ozzy Diaz                                                 | CS                                                                  | 10-3                                                                | 1-1                                                                 | +1                                                                  | [ 6 ]                                                               |
| |                       | Предварительный кард (Prelims, ESPNews/ESPN+/Disney+)               |                                                                     |                                                                     |                                                                     |                                                                     |                                                                     |                                                                     |                                                                     |                                                                     |                                                                     |                                                                     |                                                                     |
| 6 | Средний вес           | Эдмен Шахбазян Edmen «The Golden Boy» Shahbazyan                    | exT(9) CS                                                           | 15-5                                                                | 8-5                                                                 | +2                                                                  | vs.                                                                 | Андре Мунис André «Sergipano» Muniz                                 | exT(10) CS                                                          | 24-7                                                                | 6-3                                                                 | -1                                                                  | [ 7 ]                                                               |
| 7 | Жен. наилегчайший вес | Вероника Харди Veronica Hardy                                       |                                                                     | 9-5-1                                                               | 4-5                                                                 | -1                                                                  | vs.                                                                 | Броган Уокер Brogan «The Bear» Walker                               | TUF                                                                 | 7-4                                                                 | 0-2                                                                 | -2                                                                  | [ 8 ]                                                               |
| 8 | Легчайший вес         | Крис Гутьеррес Chris «El Guapo» Gutierrez                           | exT(12)                                                             | 22-5-2                                                              | 10-3-1                                                              | +2                                                                  | vs.                                                                 | Фарид Башарат Farid «Ferocious» Basharat                            | CS                                                                  | 13-0                                                                | 4-0                                                                 | +13                                                                 | [ 9 ]                                                               |
| 9 | Жен. легчайший вес    | Мейси Чиассон Macy Chiasson                                         | #5 (4) TUF                                                          | 10-4                                                                | 8-4                                                                 | -1                                                                  | vs.                                                                 | Яна Сантос Yana «Foxy» Santos                                       | #10 (5) exП                                                         | 16-8 (1)                                                            | 6-5                                                                 | +2                                                                  | [ 10 ]                                                              |
| |                       | Ранний предварительный кард (Early Prelims, ESPN+/Disney+)          |                                                                     |                                                                     |                                                                     |                                                                     |                                                                     |                                                                     |                                                                     |                                                                     |                                                                     |                                                                     |                                                                     |
| 10 | Полусредний вес       | Рамиз Брахимай Ramiz Brahimaj                                       |                                                                     | 12-5                                                                | 4-3                                                                 | +2                                                                  | vs.                                                                 | Остин Вандерфорд Austin «The Gentleman» Vanderford                  | CS                                                                  | 13-2                                                                | 1-0                                                                 | +2                                                                  | [ 11 ]                                                              |
| Условные обозначения: #5 (1) — текущее (лучшее) место бойца в рейтинге, exЧ(В) — бывший чемпион (временный), exП(В) — бывший претендент на титул чемпиона (временного), exТ(3) — боец входил в рейтинг Топ-15 (лучшее место в рейтинге), д — дебютант, CS — боец участвовал в Претендентской серии Дэйны Уайта, R2U — боец участвовал в шоу Road To UFC, TUF — боец участвовал в шоу The Ultimate Fighter, TUFW — боец являлся победителем The Ultimate Fighter, WEC/SF — боец выступал в WEC или Strikeforce до объединения этих организаций с UFC. |                       |                                                                     |                                                                     |                                                                     |                                                                     |                                                                     |                                                                     |                                                                     |                                                                     |                                                                     |                                                                     |                                                                     |                                                                     |